# Christer Kiselman
Christer Kiselman, né le 8 avril 1939, est un espérantiste suédois. 

## Biographie

### Jeunesse
Christer Kiselman nait le 8 avril 1939 à Stockholm, en Suède.